# کورماتسو در برابر ایالات متحده
کورماتسو در برابر ایالات متحده (انگلیسی: Korematsu v. United States) , از پرونده‌های تحول ساز دیوان عالی ایالات متحده آمریکا در خصوص قانونی بودن فرمان اجرایی ۹۰۶۶ بود. این فرمان دستور بازداشت ژاپنی آمریکایی‌ها در بازداشت دسته‌جمعی ژاپنی‌ها در آمریکا در جریان جنگ جهانی دوم بی‌توجه به شهروندی آن‌ها را داده بود.
دادگاه در تصمیمی ۶–۳ طرف حکومت را گرفت، و حکم کرد که فرمان بازداشت دسته جمعی مطابق قانون اساسی بوده‌است. شش تن از هشت قاضی منصوب روزولت طرف روزولت را گرفتند. اون رابرتس، تنها قاضی منصوب جمهوریخواهان، مخالفت کرد. نظر، نوشته شده توسط قاضی ارشد، هیوگو بلک، استدلال کرد کرد که نیاز به حفاظت در برابر جاسوسی به حقوق فردی فرد کرماتسو، و حقوق آمریکاییان ژاپنی تبار می‌چربد.
حکم داده شده در این پرونده بسیار مجادله‌برانگیز بوده‌است.